# 小岩市川関所

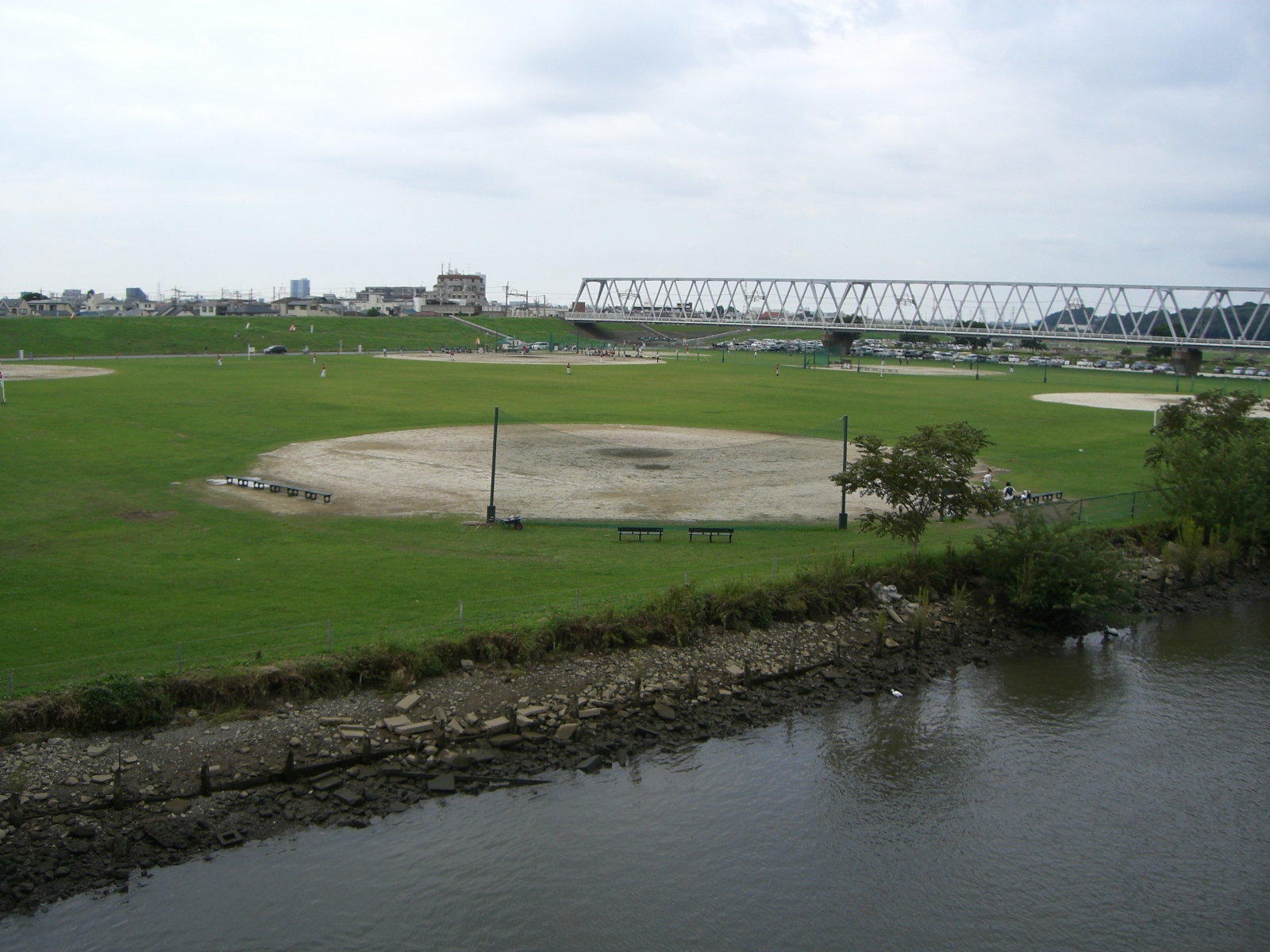
京成電鉄鉄橋約50ｍ南の江戸川河川敷の辺りに小岩市川関所はあった。

小岩市川関所（こいわいちかわせきしょ）は、現在の東京都江戸川区北小岩にあった関所である。佐倉道（水戸佐倉道）に設置された。

## 概要
1616年（元和2年）、江戸幕府により小岩と対岸の市川を結ぶ江戸川の定船場（小岩市川渡し）に番所が設けられ、万治年間（1658年-1661年）に関所となった。「諸国御関所書付」によれば、小岩市川関所は、房川渡中田関所、金町松戸関所、小仏関所、新郷川俣関所に並ぶ重要な関所とされ、関所を通るには名主の発行した手形や通行証明書が必要であった。関所では陸路の「入鉄炮に出女」だけでなく、船の往来も監視した。1869年（明治2年）に関所は廃止され、1904年（明治37年）に小岩市川渡しは廃止された。

## 御番所町
小岩市川関所の設置された付近は、佐倉道と元佐倉道が合流し、岩槻街道にも接する交通の要衝で、江戸時代には御番所町（ごばんしょまち）と呼ばれた。現在の京成電鉄江戸川駅から南へ蔵前橋通りに至る道路部分が、史跡として江戸川区登録文化財となっている。

## 小岩・市川戦争
1868年5月24日（慶応4年閏4月3日）、新政府軍と、江原素六の率いる旧幕府軍とが江戸川両岸に対峙し、小岩市川関所付近で激しい戦闘を行った。この戦闘で旧幕府軍は敗れて中山方面に退却し、ついで船橋でも戦闘が行われた。

## 市川市側
千葉県市川市側の江戸川沿いには、市川関所跡の碑が残っている。